# Демьян, Вильгельм
Вильгельм Демьян, Вилмош Демьян, также Демьян-Фишер (нем. Wilhelm Demian, венг. Demián Vilmos; 9 июня 1910, Брашов — 1994) — румынский композитор, дирижёр и музыкальный педагог.

## Биография
В 1929—1933 гг. учился в Венской академии музыки. Затем вернулся в Румынию и с 1937 г. возглавлял в Клуже Оркестр Гольдмарка, связанный с еврейской общиной, работал также хормейстером в Венгерском театре. По окончании Второй мировой войны предпринял в 1947 г. попытку воссоздать оркестр, а в 1955 г. возглавил работу по формированию Трансильванского филармонического оркестра, руководить которым, однако, был приглашён более маститый Антонин Чолан. С 1949 г. преподавал в Клужской академии музыки, в 1972—1978 гг. её ректор. Автор учебника инструментовки (рум. Teoria instrumentelor; 1968).
Написал оперу «Ловушка» (венг. Kelepce; 1964), симфонию (1947), скрипичный (1956) и гобойный (1963) концерты, ряд хоровых сочинений, музыку для театра (в том числе к «Ричарду III» Шекспира).